# Église Saint-Antoine-et-Saint-Jean de Camuns
L'église Saint-Antoine-et-Saint-Jean (en romanche : baselgia San Antoni San Gion) est l'église paroissiale catholique du village de Camuns, dans le canton des Grisons en Suisse. Ce village du Valsertal (vallée de Vals) dépend de la commune de Lumnezia. L'église est consacrée à saint Antoine et à saint Jean et dépend du diocèse de Coire.

## Historique

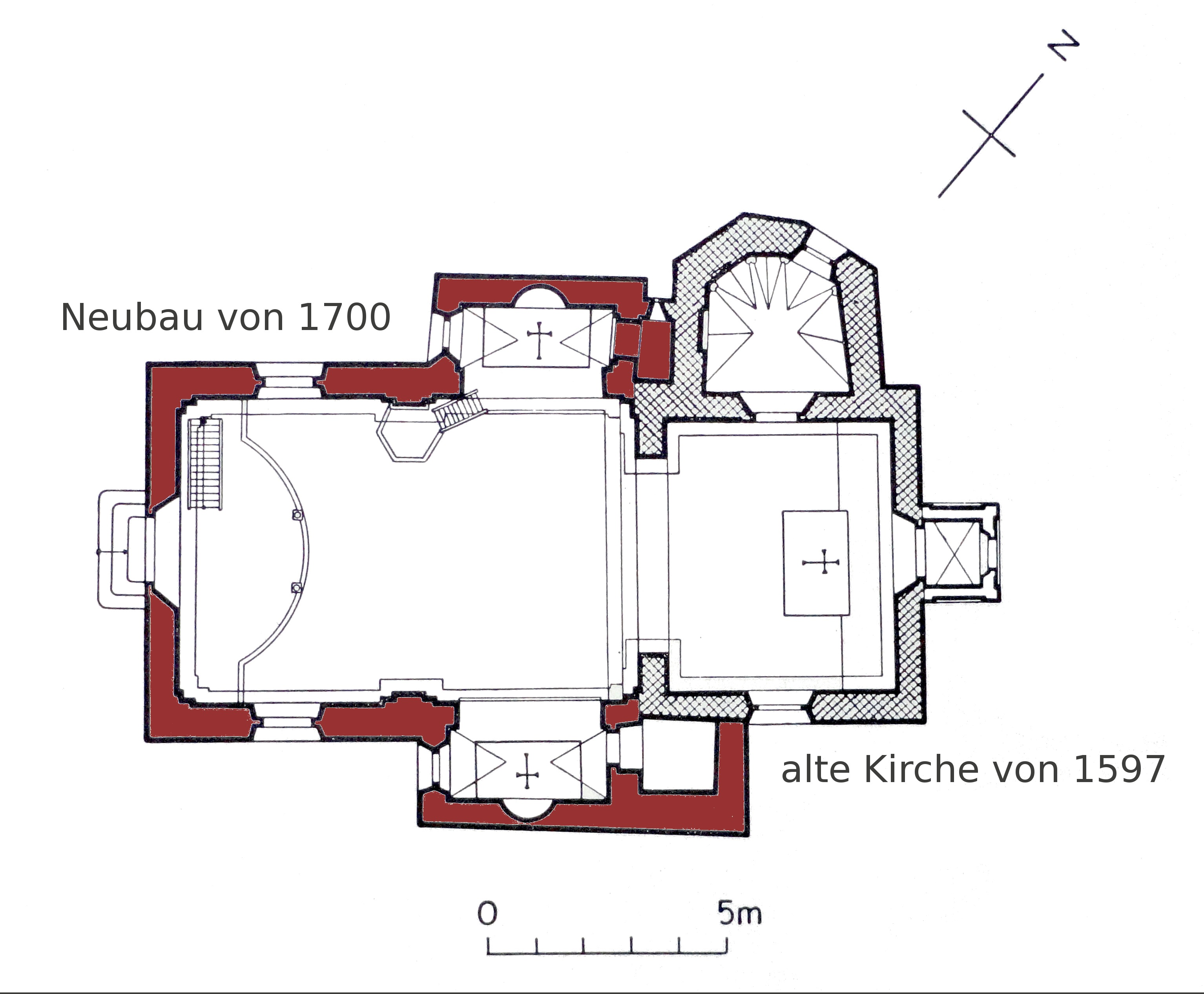
La nouvelle église (1700) à gauche ; l'ancienne église (1597) à droite

L'église est construite par les capucins en 1597 et consacrée le 6 août 1600. Le 3 juillet 1696, la première pierre de l'extension vers le sud-ouest de la nouvelle église est posée, avec un nouveau chœur en longueur, tandis que le maître-autel est placé de l'autre côté. L'ancien chœur, du côté nord-ouest, sert désormais de sacristie. La construction est terminée en 1700 et l'église est consacrée le 4 juillet 1704. Les capucins desservent l'église jusqu'en 1921. Les dernières campagnes de restauration ont lieu en 1977 pour l'extérieur et en 2003-2004 pour l'ensemble.

## Description

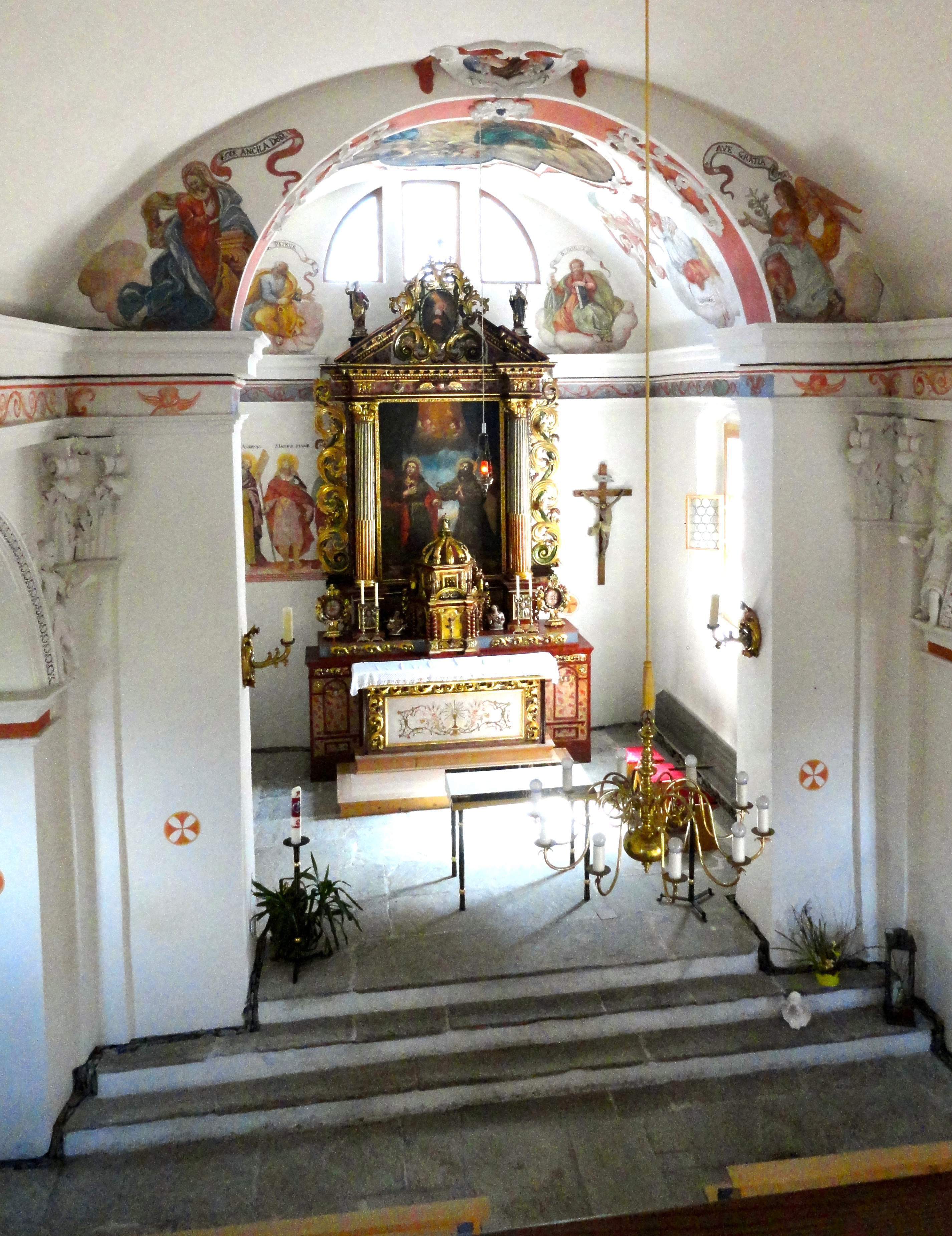
Vue du chœur et du maître-autel

L'église de plan basilical comprend une nef à deux travées et une chapelle latérale de chaque côté (nord-ouest et sud-est). Celle de droite comprend un autel haut-baroque consacré à saint Antoine de Padoue, celle de gauche est consacrée à Marie dont la statue en gypse date de 1900.
Le clocher, qui date de 1696, se trouve au côté sud-est du chœur. Il porte au-dessus de ses quatre gables un toit pointu octogonal. Les quatre cloches sont issues de la fonderie Grassmayr d'Innsbruck en 1910.
Le maître-autel date de 1700. Le tableau d'autel sous un portique de bois doré montre saint François d'Assise et saint Jean. Les autels latéraux remontent entre 1710 et 1720.
L'église est réputée pour ses fresques qui recouvrent le chœur, la nef et la sacristie, datant de la fin du XVIe siècle, jusqu'au début du XVIIIe siècle. On remarque les restes d'un cycle racontant la vie des apôtres. La fresque du plafond au milieu de la nef est de la main de Johann Jakob Rieg et date de 1696. Elle montre la Vierge de l'Apocalypse, flanquée d'un ange et de saint Antoine le Grand agenouillés, écrasant le dragon sous un croissant de lune au-dessus du globe terrestre. En dessous on remarque le paysage montagneux de Camuns. Une autre fresque du plafond représente la Trinité.

## Illustrations

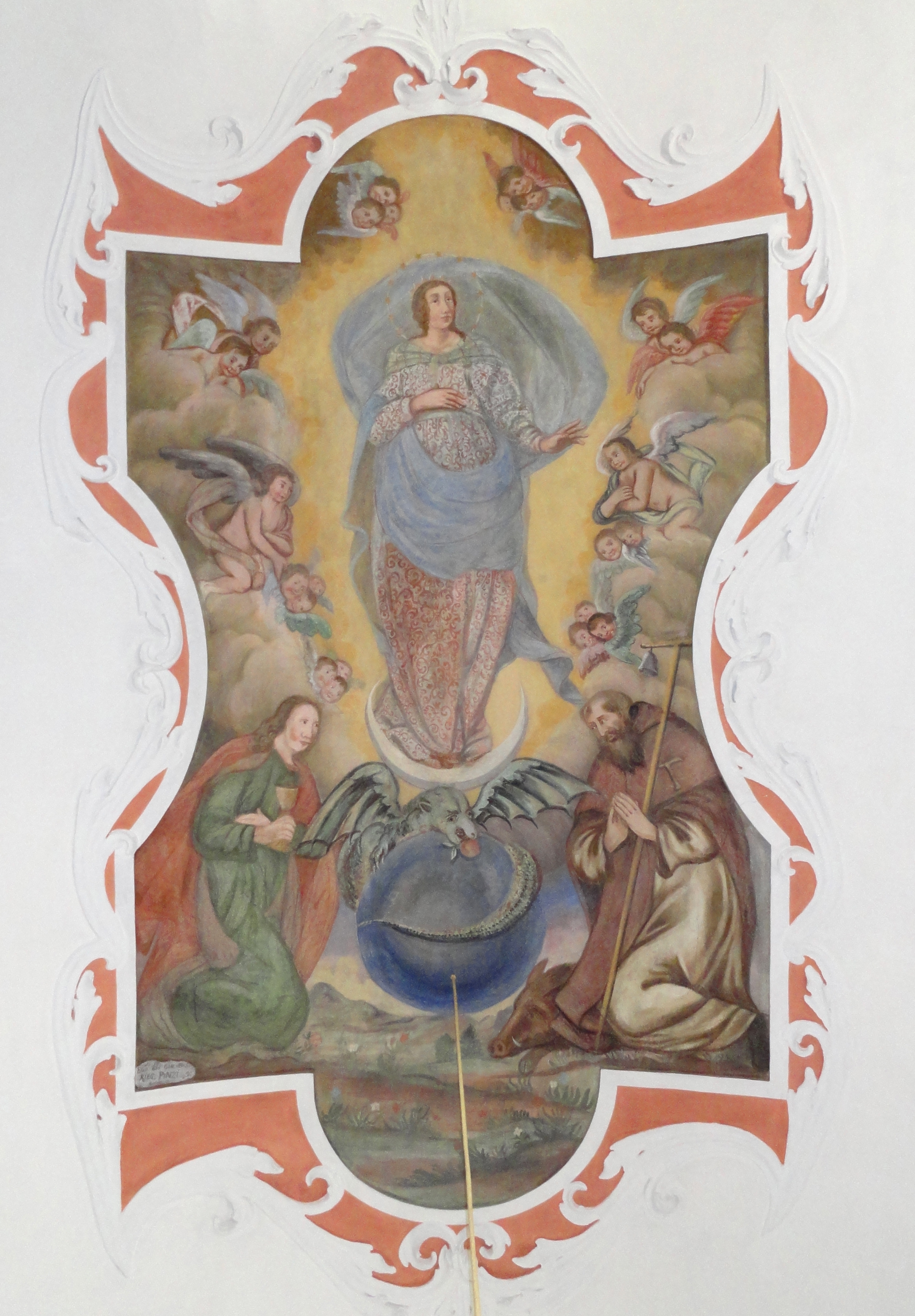
Fresque du plafond
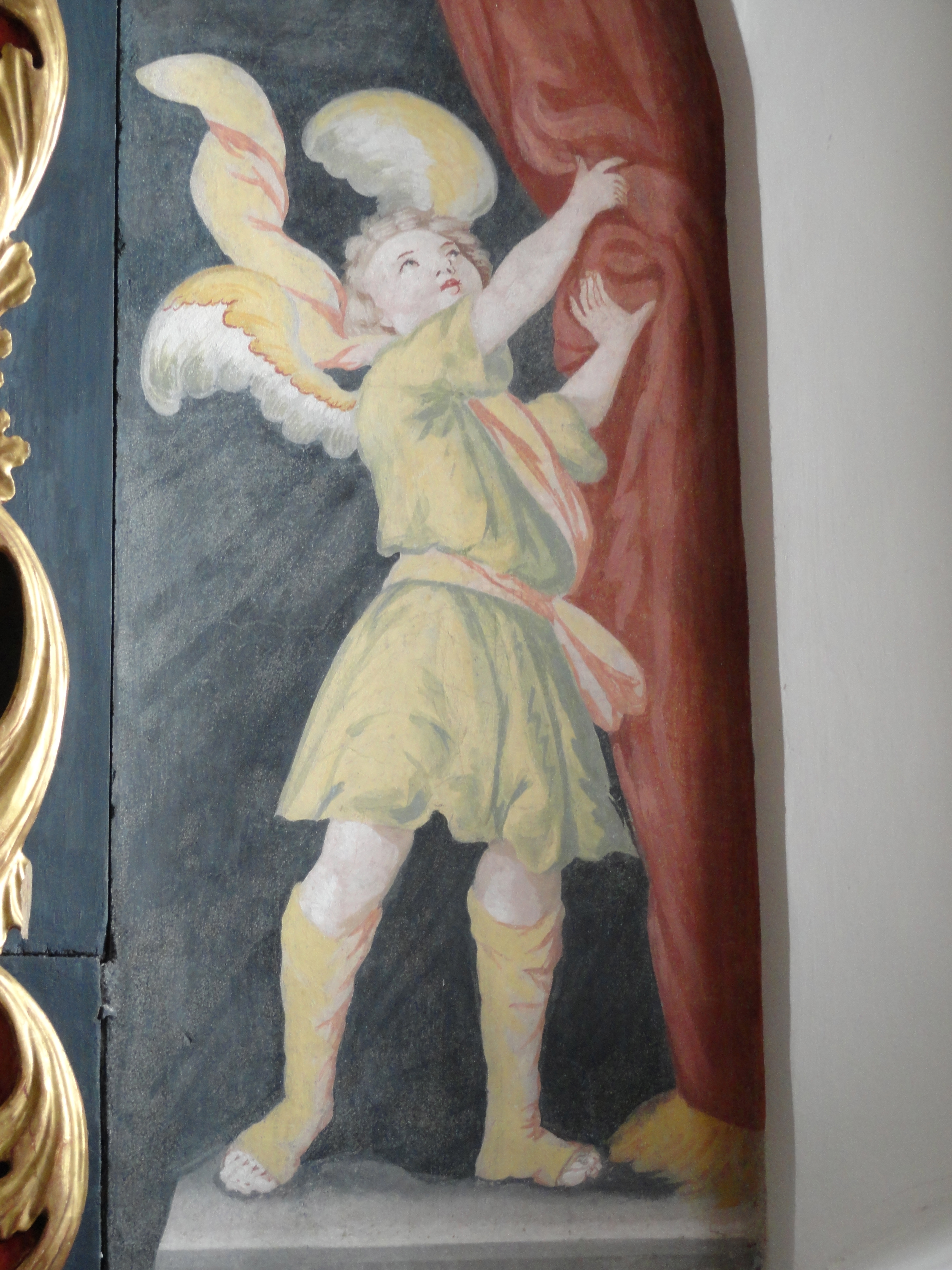
Un angelot de l'autel latéral de droite
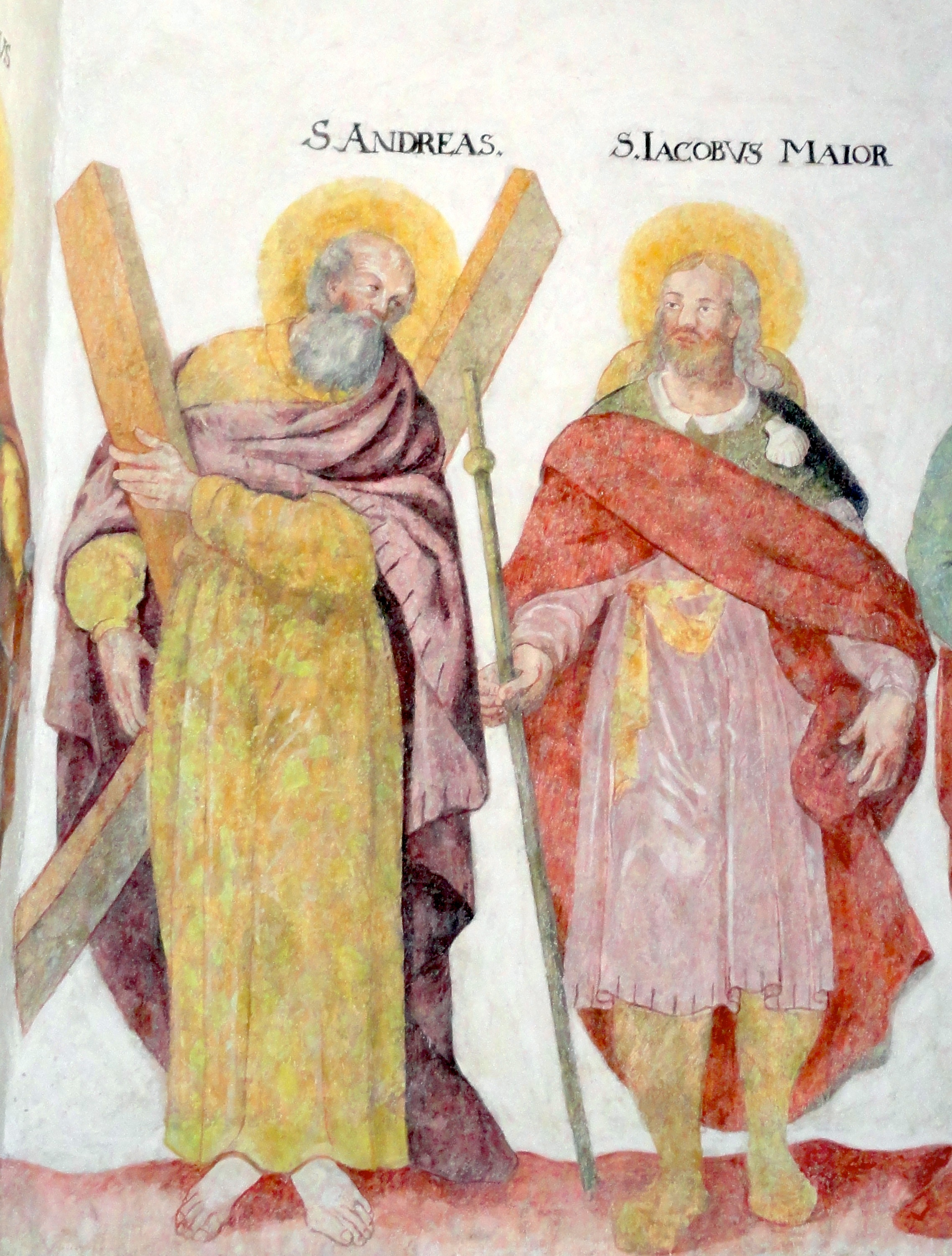
Saint André et saint Jacques le Majeur à gauche du maître-autel
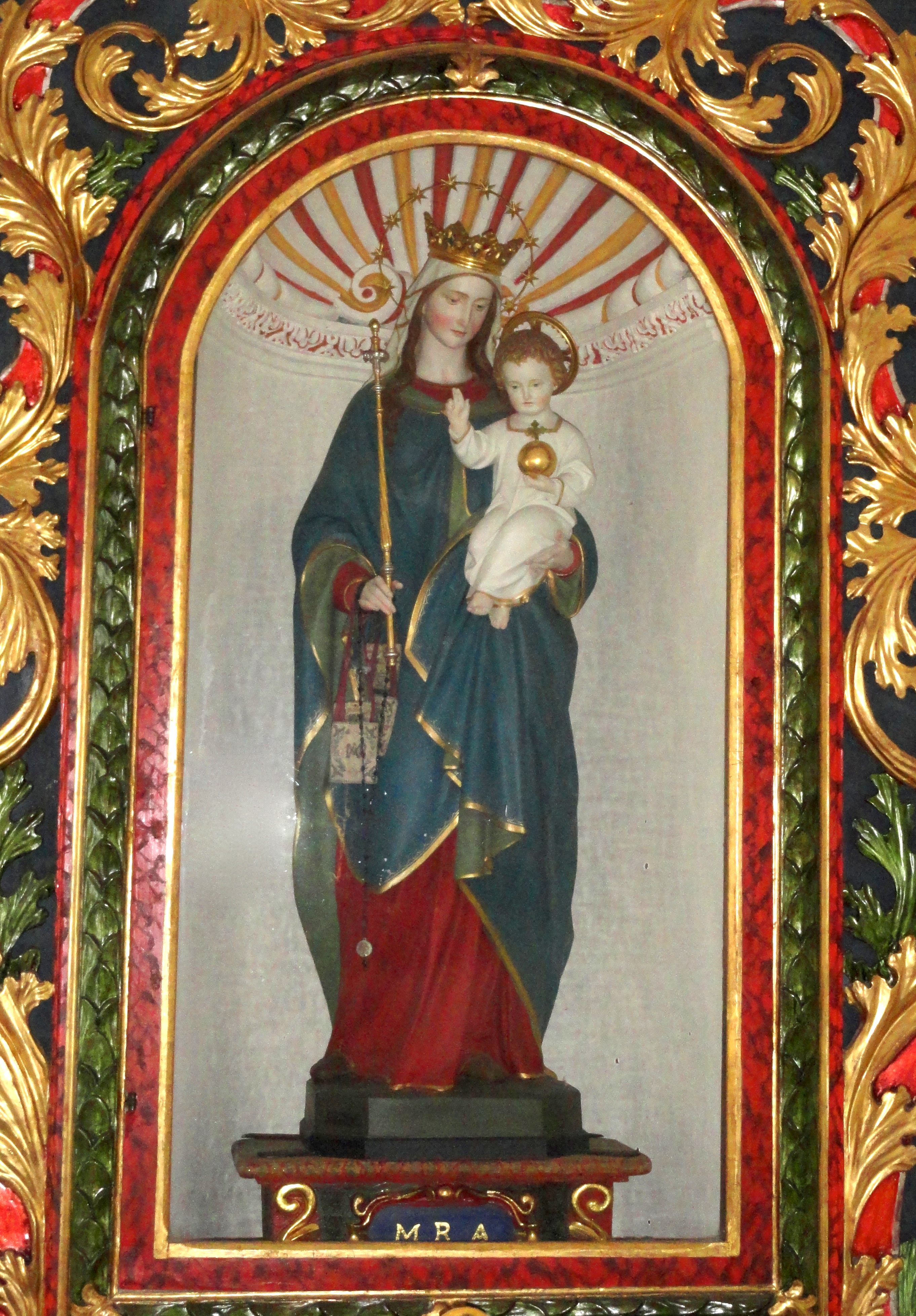
La Vierge à l'Enfant de l'autel latéral de gauche

## Source
- (de) Cet article est partiellement ou en totalité issu de l’article de Wikipédia en allemand intitulé « Katholische Pfarrkirche Camuns » (voir la liste des auteurs).